# 胡仁偉
胡仁偉（1983年2月21日—） ，為台灣的棒球選手之一，曾效力於中華職棒米迪亞暴龍，守備位置為二壘手，2008年涉及「黑米事件」遭到檢方起訴，最終以10萬元交保，並被中華職棒列入「終身禁賽」名單，2009年又因為賣帳戶給詐騙集團，再次遭到起訴。

## 經歷
- 台南縣善化國小少棒隊
- 台南縣善化國中青少棒隊
- 台南縣善化高中青棒隊
- 台南市立德管理學院棒球隊
- 台北體院棒球隊（榮工）
- 中華職棒米迪亞暴龍隊（2008年）
- 台北市陽明高中青棒隊助理教練（2009年）

## 職棒生涯成績
| 年度 | 球隊       | 出賽 | 打數 | 安打 | 全壘打 | 打點 | 盜壘 | 三振 | 四壞 | 壘打數 | 打擊率 | 上壘率 | 長打率 | OPS   |
| ---- | ---------- | ---- | ---- | ---- | ------ | ---- | ---- | ---- | ---- | ------ | ------ | ------ | ------ | ----- |
| 2008 | 米迪亞暴龍 | 27   | 54   | 7    | 0      | 5    | 0    | 20   | 4    | 9      | 0.130  | 0.190  | 0.167  | 0.357 |
| 合計 | 1年        | 27   | 54   | 7    | 0      | 5    | 0    | 20   | 4    | 9      | 0.130  | 0.190  | 0.167  | 0.357 |

## 特殊事蹟
- 2008年3月26日，於新竹棒球場對戰兄弟象隊，在二局上無人出局滿壘時，以內野滾地球貢獻勝利打點，同時也是職棒生涯初打點，助米迪亞暴龍中止4連敗。

## 軼事
- 2008年5月2日，對戰中信鯨隊的比賽連揮三個空棒，遭高敏靜三振，此打席被檢方將該場比賽列為可疑比賽，在網路上被球迷恥笑「演技很差」，但亦有一說是因受到黑道脅迫，無奈而刻意亂揮棒[2]。

## 外部連結
- 胡仁偉在台灣棒球維基館上的頁面（繁體中文）
- 球員資訊和成績在中華職棒官網（中文）